# Marca comercial

El logotip de la Coca-Cola és un paradigma de marca comercial reconeguda arreu del món. El simple visionat del seu logotip evoca ràpidament el producte que representa

Una marca comercial (en anglès: trade mark) el conjunt de característiques (incloent el nom, disseny, símbol) que identifica un bé o servei del venedor com a diferent d'aquells d'altres venedors. És tot signe, susceptible de ser representat gràficament, que tingui un caràcter distintiu per distingir els productes o serveis d'una empresa dels d'altres empreses. Aquests signes poden incloure paraules, noms de persona, lletres, números, elements figuratius, combinacions de colors i qualsevol combinació d'aquests signes. Es poden distingir marques de productes i marques de serveis.
Una forma antiga de marca comercial va ser el marcatge amb ferro d'animals en la ramaderia va començar per identificar els animals d'un propietari respecte als altres.
Una marca sovint té les connotacions de la 'promesa' del producte, el punt de diferenciació del producte o servici respecte als seus competidors que la fa especial i única. Els responsables de màrqueting intenten conferir a un producte o servici una personalitat i una imatge a través de la marca. Per tant, esperen fixar la imatge en la ment del consumidor, és a dir, associar la imatge amb les qualitats del producte. A causa d'això, la marca pot formar un element important en la publicitat: servix com un camí ràpid per a mostrar i dir al consumidor el que el proveïdor està oferint al mercat. La marca comercial no sols permet la identificació de béns o servicis sinó també representa el prestigi dels seus fabricants.

## Història
La paraula anglesa "brand" deriva del nòrdic antic brandr que significa "cremar (to burn)." Es refereix a les marques als productes que es feien mitjançant el foc.
A l'Índia des del període vèdic la marca comercial aplicada a una mescal de plantes medicinals es coneix com a 'Chyawanprash'.
A Itàlia com a marques es feien servir marques a l'aigua en el paper des del segle xiii.

## Marca registrada
Jurídicament una marca registrada és una marca comercial que té un reconeixement legal adquirit per la seva inclusió en un registre. El dret de marca registrada confereix al seu titular el dret exclusiu del seu ús per a distingir els seus productes en el mercat, i el protegeix contra la imitació, còpia o falsificació. Una marca comercial no registrada pot tenir un reconeixement implícit pel caràcter perenne del producte o per resolució judicial.
Típicament s'utilitza el símbol ™ (de l'anglès trademark, en HTML &trade;) per identificar les marques comercials que reclamen els drets de marca però no estan registrades en una determinada jurisdicció. El símbol ® (en HTML &reg;) s'utilitza quan la marca és registrada.
Els drets de marca registrada s'apliquen només a la jurisdicció on s'ha produït el registre. Diversos tractats sobre la propietat intel·lectual intenten harmonitzar les lleis per fer compatibles els drets de marca. El principal sistema facilitar el registre internacional de marques és el Sistema de Madrid. Gestionat per l'Organització Mundial de la Propietat Intel·lectual, proporciona un registre centralitzat de marques internacionals d'aplicació als estats membres de la Unió de Madrid.

## Marca comunitària
La Unió Europea, que es va adherir al Protocol de Madrid el 2004, va establir la marca comunitària per a un registre unitari en els estats membres. La marca comunitària és gestionada per l'Oficina d'Harmonització del Mercat Interior amb seu a Alacant.
La marca comunitària, i en general totes les marques registrades en diferents legislacions, dona al titular un dret exclusiu que evita que tercers puguin usar amb fins comercials:
- un signe idèntic per a productes o serveis idèntics per als que es va registrar la marca;
- un signe per al que existeixi risc de confusió, en la percepció del públic, amb una altra marca;
- un signe idèntic o similar a la marca comunitària per a productes o serveis que no siguin similars a aquells pels que es registra la marca comunitària, quan l'ús del signe tregui profit del prestigi o del caràcter distintiu de la marca.

En particular, en l'article 10 del reglament sobre la marca comunitària, s'estableix que la reproducció d'una marca comunitària en un diccionari, enciclopèdia o obra de consulta similar no pot donar la impressió que constitueix el terme genèric dels béns o serveis pels quals està registrada la marca.

## Lovemark
Lovemark – literalment en anglès “marca estimada” – és un concepte de màrqueting que intenta reemplaçar la idea de marca. El concepte va ser àmpliament exposat per primer cop en un llibre amb el mateix títol publicat per Kevin Roberts, CEO de l'agència Saatchi & Saactchi.